# Herb gminy Złota
Herb gminy Złota – symbol gminy Złota.

## Wygląd i symbolika
Herb przedstawia na tarczy dzielonej na trzy części w polu lewym czerwonym złotą strzałę z lewa w skos, w polu prawym zielonym trzy złote kłosy zboża, a ponad nimi w polu niebieskim, oddzielonym od pozostałych biało-czerwoną wstęgą biały otok ze złotą literą „Z”, nawiązującą do nazwy gminy.